# Hawbridge
Hawbridge – wieś w Anglii, w hrabstwie Worcestershire, w dystrykcie Wychavon. Leży 8 km na południowy wschód od miasta Worcester i 156 km na północny zachód od Londynu.